# ベン・ウイダー
- ベン・ウイダー
- ベン・ワイダー
- ベン・ウィダー
- ベン・ウィーダー

ベンジャミン・“ベン”・ウイダー（Benjamin "Ben" Weider [ˈwiːdər] OC CQ CD、1923年2月1日 - 2008年10月17日）は、カナダの実業家、歴史家である。兄のジョー・ウイダーとともに国際ボディビルダーズ連盟(IFBB)を設立し、長らくその会長を務めた。

## 若年期

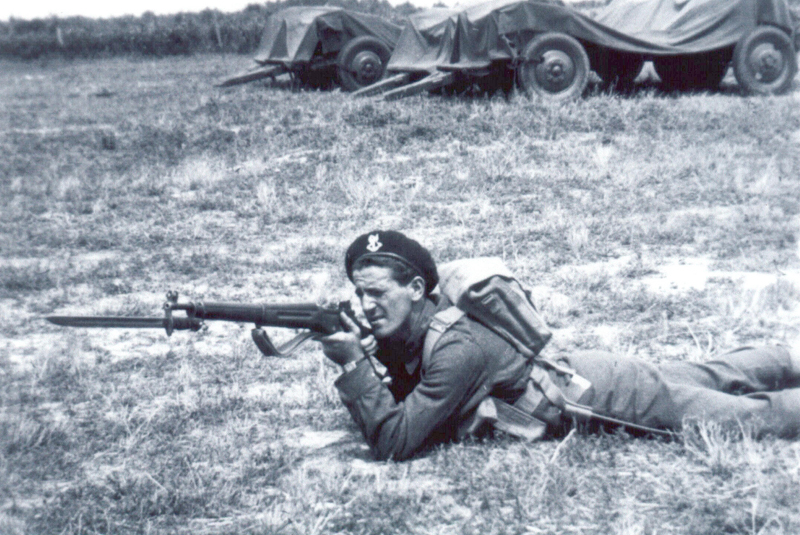
第二次世界大戦従軍中のウイダー（1942年）

ウイダーは1923年2月1日にケベック州モントリオールで生まれた。両親はポーランドのクルフから移住したユダヤ人だった。
13歳で学校を退学し、レストランや工場で働いた。1942年にカナダ陸軍に入隊し、王立カナダ軽騎兵連隊に所属して諜報活動に従事した。

## フィットネスビジネス
ベン・ウイダーは兄のジョーとともに、スポーツとしてのボディビルを作り出したと言われている。
1940年、フィットネスに関する雑誌『ユア・フィジーク(Your Physique)』（現在の『マッスル・アンド・フィットネス(Muscle & Fitness)』）を創刊した。その後、『シェイプ(Shape)』、『フィット・プレガンシー(Fit Pregnancy)』、『メンズ・フィットネス(Men's Fitness)』、『フレックス(Flex)』などのボディビル、フィットネス関連の雑誌を多数発行するようになった。雑誌の事業は、2003年にアメリカン・メディアに売却された。
1936年、兄と共同で、ウイダーの名を冠したフィットネス用品を取り扱う会社を設立した。1946年には、兄と共同で国際ボディビルダーズ連盟を設立し、2006年10月29日に退任するまでその会長を務めた。1965年、IFBBはボディビルの世界大会であるミスター・オリンピアを開催した。
レバノンを始めとして、世界各地にボディビルのジムを開設した。

## ナポレオン研究
ウイダーは、ナポレオン・ボナパルトに関する研究者としての顔も持っている。ナポレオンがセントヘレナで側近に暗殺されたという説を唱え、本物であると証明されたナポレオンの毛髮のサンプルを入手し、法医学的な検査によりナポレオンがヒ素で毒殺されたことを証明した。
『Assassination at St. Helena（セントヘレナの暗殺）』, 『Assassination at St. Helena Revisited（続・セントヘレナの暗殺）』、『The Murder of Napoleon（ナポレオンの殺害）』などのナポレオンに関する本を共同で執筆し、『The Murder of Napoleon』はベストセラーとなり45か国語で出版されている。
ウイダーは国際ナポレオン協会を設立して会長を務め、会報に多数の記事を寄稿した。また、ナポレオンに関する膨大な数の物品をコレクションし、後にモントリオール美術館に寄贈した。

## 慈善活動
ユダヤ教徒であったが、モントリオールにあるマリー・レーヌ・デュ・モンド大聖堂の再建を財政的に支援した。ローマ・カトリックの枢機卿のジャン＝クロード・ターコットは、ウイダーを「私が知る限り最も偉大なモントリオール在住者の一人」と評した。
フロリダ州立大学歴史学部には、ウイダーからの寄付によってナポレオン史講座とフランス革命史講座が創設された。

## 賞と栄誉
1975年にカナダ勲章メンバーとなり、2006年にオフィサーに昇格した。2000年にケベック州勲章ナイト、2000年10月12日にフランスのレジオンドヌール勲章シュヴァリエ（ナポレオンの死に関する研究に対して）を受章した。この他、ケベック州スポーツ殿堂に殿堂入りし、セントジョン名誉勲章コマンダー（青少年の健康とフィットネスの世界的な普及活動に対して）を受章した。
1998年にカナダ陸軍第62野戦砲兵連隊の名誉中佐に任命され、2005年に名誉大佐に昇格した。
2008年、アーノルドクラシックの20周年記念大会で生涯功労賞を受賞した。

## 死去
2008年10月17日、モントリオールのユダヤ総合病院で死去した。

## 大衆文化において
2018年、ウイダー兄弟の生涯を主題とした映画『ビガー(Bigger)』が公開された。ベン・ウイダーをアナイリン・バーナード、ジョー・ウイダーをタイラー・ホークリンが演じた。

## 著作物

### 書籍
- Franceschi, M., and Weider B. Wars Against Napoleon: Debunking the Myth of the Napoleonic Wars (2007).[19]
- Weider, B. Napoleon: The Man that Shaped Europe (2003).[20]
- Weider, B., Weider, J., and Gastelu, D., The Edge (2002).[21]
- Weider, B. Louis Cyr: Amazing Canadian (2000).[22]
- Weider, B. The Murder of Napoleon (1998).[23]
  - 日本語訳: 吉田暁子 訳『ナポレオンは毒殺だった―没後百六十年初めて明らかにされた新事実』中央公論社、1983年。
- Weider, B. and Forshufvud, S. Assassination at St. Helena Revisited (1995).[24]
- Weider, B., and Kennedy, R. Superpump!: Hardcore Women's Bodybuilding (1986).[25]
- Weider B., and Hapgood D. The Murder of Napoleon (1982).[26]
- Weider B., and Forshufvud S., Assassination At St. Helena: The Poisoning of Napoleon Bonaparte (1978).[27]

### 雑誌記事
- Weider B., and Fournier J.H., Activation analyses of authenticated hairs of Napoleon Bonaparte confirm arsenic poisoning (1999).[28]
- Weider B., and Fournier J., The Death of Napoleon (1999).[29]